# Turnbull & Asser
Turnbull & Asser is een Britse kleermaker opgericht in 1885. Charles III heeft het bedrijf zijn koninklijke machtiging gegeven.

## Bedrijfsgeschiedenis
Turnbull & Asser werd in 1885 opgericht door Reginald Turnbull, een lakenhandelaar, en Ernest Asser, een verkoper. Samen openden zij een kleding- en garenwinkel onder de naam "John Arthur Turnbull" in de Londense wijk St. James's in de West End. Dit bleek een strategische keuze, gezien de vele gentlemen's clubs die in deze buurt gevestigd waren, waardoor de zaken van Turnbull al snel een hoge vlucht namen. In 1895 werd de bedrijfsnaam gewijzigd in "Turnbull & Asser".
In 1903 verhuisde de zaak naar een pand op de hoek van Jermyn Street en Bury Street, alwaar de zaak tot op heden gevestigd is. In 1915, gedurende de Eerste Wereldoorlog, ontwikkelde Turnbull & Asser een trenchcoat voor het Britse leger die tevens kon dienen als slaapzak. Deze jas stond bekend als de "Oilsilk Combination Coverall & Ground Sheet". In de jaren '20, toen kleding al minder formeel werd, werden herenoverhemden steeds meer zichtbaar als kledingstuk. Hierop besloot Turnbull & Asser zich vooral te gaan focussen op het maken van hemden, waar ze tegenwoordig nog steeds bekend om staan, en het segment omtrent de garen te laten vallen. In de plaats hiervan werd het assortiment aangevuld met sportkleding en herenoverhemden (zowel op maat als confectie). Als symbool werd een jachthoorn gebruikt met daarboven de letter 'Q', een verwijzing naar de "Quorn Hunt", een van Engelands oudste jachtpartijen.
Tijdens de jaren 60 deden de Swinging Sixties hun intrede in Londen. Voor dit fenomeen stond Turnbull & Asser bekend als 'hofleverancier', doordat zij veel moderne en kleurrijke ontwerpen in hun gamma hadden opgenomen.
In 1962 begon het bedrijf het filmpersonage James Bond, destijds gespeeld door Sean Connery, te voorzien van hemden. Deze hemden waren te herkennen aan hun "turnback cuffs", manchetten die gesloten worden met gewone knopen, dit in tegenstelling tot klassieke manchetten. Deze manchetten staan bekend als Portofino, cocktail of James Bondmanchetten.
In de jaren 70 en 80 besloot het bedrijf terug te keren naar de basis en zich meer te gaan focussen op de traditionele aspecten van de business. In 1974 merkte het bedrijf op dat het steeds meer klandizie van Amerikaanse komaf had, waarop men besloot om aldaar overhemden via grootwarenhuizen als Bonwit Teller en Neiman Marcus te verkopen. Ook opende men een filiaal in Toronto, Canada.
Charles III, toentertijd nog kroonprins kreeg in 1981 van zijn moeder, koningin Elizabeth II, het recht om zelf ook koninklijke predicaten uit te delen. Dit was vlak na zijn huwelijk met Diana Spencer. De prins, die zijn hemden al sinds zijn jeugd bij Turnbull & Asser koopt, loofde zijn eerste predicaat uit aan Turnbull & Asser als hofleverancier van overhemden. Ook draagt het hoofd van de Britse monarchie pakken van Turnbull & Asser, die gemaakt worden in de voormalige factorij van Chester Barrie in Crewe, Cheshire.
In 1986 kocht Ali Al-Fayed, broer van voormalig Harrods eigenaar Mohamed Al-Fayed, de zaak. Hij vernieuwde de winkel in Jermyn Street en sloot het filiaal in Toronto.  In 1993 werd het bedrijf Thomas Mason, leverancier van katoen voor Turnbull & Asser, overgenomen door de Albini groep, waardoor de meeste stoffen van Turnbull & Asser tegenwoordig in Italië worden geweven. Niettemin, in tegenstelling tot vele concurrenten uit Jermyn Street, gaat Turnbull & Asser er prat op om zijn kleding nog steeds in het Verenigd Koninkrijk te produceren, iets wat doorgaans gebeurt in hun factorij in Gloucester.
Ook opende Al-Fayed, door aanhoudende Amerikaanse interesse, in 1997 een zaak in 57th Street in New York en in 2003 in Beverly Hills.

## Bekende klanten
Naast Charles III heeft Turnbull & Asser door de eeuwen heen nog vele groten der aarde voorzien van kleding en dan met name aristocraten, politici en artiesten, onder wie Winston Churchill, Charlie Chaplin, Ronald Reagan, Picasso, George H.W. Bush en John Kerry.

## Trivia
- In de film The Great Gatsby uit 1974, in de beroemde scene waarin Daisy Buchanan in tranen uitbarst nadat ze de hemdencollectie van Jay Gatsby aanschouwd heeft, is zichtbaar dat de hemden van Turnbull & Asser zijn, terwijl ze in werkelijkheid ontworpen waren door Ralph Lauren.
- De beroemde Britse spion James Bond draagt in de films hemden van Turnbull & Asser. In 2006 begon de zaak met een replica's van het avondhemd dat Daniel Craig droeg in Casino Royale. Sindsdien is de James Bond-lijn in het leven geroepen, waar meer meer replica's kan kopen uit de franchise.
- In de geanimeerde televisieserie Archer, draagt het titelpersonage overhemden van Turnbull & Asser.